# Avanne-Aveney
Avanne-Aveney é uma comuna francesa na região administrativa de Borgonha-Franco-Condado, no departamento de Doubs. Estende-se por uma área de 8,62 km². Em 2010 a comuna tinha 2 275 habitantes (densidade: 263,9 hab./km²).